# Canottaggio ai Giochi della XX Olimpiade - Due di coppia maschile
La competizione del due di coppia maschile dei Giochi della XX Olimpiade si è svolta nei giorni dal 27 agosto al 2 settembre 1972 presso il Regattastrecke Oberschleißheim di Oberschleißheim.

## Programma
| Data              | Round        | Note                                                |
| ----------------- | ------------ | --------------------------------------------------- |
| 27 agosto 1972    | 4 Batterie   | Il vincitore in semifinale. I restanti ai recuperi. |
| 29 agosto 1972    | 4 Recuperi   | I primi due in semifinale.                          |
| 30 agosto 1972    | 2 Semifinali | I primi tre in Finale A. I restanti in finale B.    |
| 1º settembre 1972 | Finale B     |                                                     |
| 2 settembre 1972  | Finale A     |                                                     |

## Risultati

### Batterie
| Pos. | Nazione       | Atleti                           | Tempo   | Nota |
| ---- | ------------- | -------------------------------- | ------- | ---- |
| 1    | Gran Bretagna | Tim Crooks, Patrick Delafield    | 6'57"70 | Q    |
| 2    | Germania Est  | Joachim Böhmer, Uli Schmied      | 7'07"94 |      |
| 3    | Belgio        | Albert Heyche, Claude Dehombreux | 7'16"69 |      |
| 4    | Argentina     | Jorge Imaz, Ricardo Ibarra       | 7'18"28 |      |
| 5    | Canada        | Peter Barr, John McNiven         | 7'21"69 |      |

| Pos. | Nazione        | Atleti                                  | Tempo   | Nota |
| ---- | -------------- | --------------------------------------- | ------- | ---- |
| 1    | Cecoslovacchia | Josef Straka, Jr., Vladek Lacina        | 6'56"82 | Q    |
| 2    | Svizzera       | Hans Ruckstuhl, Ueli Isler              | 7'02"90 |      |
| 3    | Norvegia       | Frank Hansen, Svein Thøgersen           | 7'03"65 |      |
| 4    | Stati Uniti    | Tom McKibbon, John Van Blom             | 7'08"91 |      |
| 5    | Polonia        | Roman Kowalewski, Kazimierz Lewandowski | 7'21"05 |      |

| Pos. | Nazione          | Atleti                                 | Tempo   | Nota |
| ---- | ---------------- | -------------------------------------- | ------- | ---- |
| 1    | Unione Sovietica | Aleksandr Timošinin, Gennady Korshikov | 6'56"17 | Q    |
| 2    | Paesi Bassi      | Jan Bruyn, Paul Veenemans              | 7'02"12 |      |
| 3    | Germania Ovest   | Jochen Meißner, Arthur Heyne           | 7'12"03 |      |
| 4    | Giappone         | Tsugio Ito, Yoshio Minato              | 7'17"51 |      |
| 5    | Messico          | Federico Scheffler, Ricardo Scheffler  | 7'43"87 |      |

| Pos. | Nazione    | Atleti                                 | Tempo   | Nota |
| ---- | ---------- | -------------------------------------- | ------- | ---- |
| 1    | Danimarca  | Niels Henry Secher, Jørgen Engelbrecht | 7'11"32 | Q    |
| 2    | Francia    | Jean-Noël Ribot, Roland Thibaut        | 7'16"50 |      |
| 3    | Austria    | Manfred Krausbar, Sepp Puchinger       | 7'29"13 |      |
| 4    | Portogallo | Carlos Oliveira, Manuel Barroso        | 8'09"93 |      |

### Recuperi
| Pos. | Nazione        | Atleti                          | Tempo   | Nota |
| ---- | -------------- | ------------------------------- | ------- | ---- |
| 1    | Francia        | Jean-Noël Ribot, Roland Thibaut | 7'10"45 | Q    |
| 2    | Germania Ovest | Jochen Meißner, Arthur Heyne    | 7'11"55 | Q    |
| 3    | Stati Uniti    | Tom McKibbon, John Van Blom     | 7'19"63 |      |
| 4    | Canada         | Peter Barr, John McNiven        | 7'29"05 |      |

| Pos. | Nazione     | Atleti                        | Tempo   | Nota |
| ---- | ----------- | ----------------------------- | ------- | ---- |
| 1    | Norvegia    | Frank Hansen, Svein Thøgersen | 7'03"71 | Q    |
| 2    | Paesi Bassi | Jan Bruyn, Paul Veenemans     | 7'04"15 | Q    |
| 3    | Argentina   | Jorge Imaz, Ricardo Ibarra    | 7'22"15 |      |

| Pos. | Nazione    | Atleti                                | Tempo   | Nota |
| ---- | ---------- | ------------------------------------- | ------- | ---- |
| 1    | Svizzera   | Hans Ruckstuhl, Ueli Isler            | 7'14"70 | Q    |
| 2    | Belgio     | Albert Heyche, Claude Dehombreux      | 7'17"58 | Q    |
| 3    | Messico    | Federico Scheffler, Ricardo Scheffler | 7'40"11 |      |
| 4    | Portogallo | Carlos Oliveira, Manuel Barroso       | 7'44"25 |      |

| Pos. | Nazione      | Atleti                                  | Tempo   | Nota |
| ---- | ------------ | --------------------------------------- | ------- | ---- |
| 1    | Germania Est | Joachim Böhmer, Uli Schmied             | 7'00"54 | Q    |
| 2    | Polonia      | Roman Kowalewski, Kazimierz Lewandowski | 7'08"27 | Q    |
| 3    | Giappone     | Tsugio Ito, Yoshio Minato               | 7'09"73 |      |
| 4    | Austria      | Manfred Krausbar, Sepp Puchinger        | 7'16"16 |      |

### Semifinali
| Pos. | Nazione        | Atleti                           | Tempo   | Nota |
| ---- | -------------- | -------------------------------- | ------- | ---- |
| 1    | Germania Est   | Joachim Böhmer, Uli Schmied      | 7:29.13 | Q    |
| 2    | Gran Bretagna  | Tim Crooks, Patrick Delafield    | 7:31.62 | Q    |
| 3    | Cecoslovacchia | Josef Straka, Jr., Vladek Lacina | 7:36.83 | Q    |
| 4    | Paesi Bassi    | Jan Bruyn, Paul Veenemans        | 7:40.77 |      |
| 5    | Svizzera       | Hans Ruckstuhl, Ueli Isler       | 7:45.42 |      |
| 6    | Germania Ovest | Jochen Meißner, Arthur Heyne     | 7:46.21 |      |

| Pos. | Nazione          | Atleti                                  | Tempo   | Nota |
| ---- | ---------------- | --------------------------------------- | ------- | ---- |
| 1    | Danimarca        | Niels Henry Secher, Jørgen Engelbrecht  | 7'31"23 | Q    |
| 2    | Unione Sovietica | Aleksandr Timošinin, Gennady Korshikov  | 7'35"33 | Q    |
| 3    | Norvegia         | Frank Hansen, Svein Thøgersen           | 7'35"82 | Q    |
| 4    | Francia          | Jean-Noël Ribot, Roland Thibaut         | 7'47"68 |      |
| 5    | Belgio           | Albert Heyche, Claude Dehombreux        | 7'55"00 |      |
| 6    | Polonia          | Roman Kowalewski, Kazimierz Lewandowski | 7'59"52 |      |

### Finale B
| Pos. | Nazione        | Atleti                                  | Tempo   | Nota |
| ---- | -------------- | --------------------------------------- | ------- | ---- |
| 7    | Paesi Bassi    | Jan Bruyn, Paul Veenemans               | 7'07"25 |      |
| 8    | Svizzera       | Hans Ruckstuhl, Ueli Isler              | 7'08"22 |      |
| 9    | Belgio         | Albert Heyche, Claude Dehombreux        | 7'10"03 |      |
| 10   | Germania Ovest | Jochen Meißner, Arthur Heyne            | 7'11"74 |      |
| 11   | Francia        | Jean-Noël Ribot, Roland Thibaut         | 7'14"21 |      |
| 12   | Polonia        | Roman Kowalewski, Kazimierz Lewandowski | 7'31"97 |      |

### Finale A
| Pos.    | Nazione          | Atleti                                 | Tempo   | Nota |
| ------- | ---------------- | -------------------------------------- | ------- | ---- |
| Oro     | Unione Sovietica | Aleksandr Timošinin, Gennady Korshikov | 7'01"77 |      |
| Argento | Norvegia         | Frank Hansen, Svein Thøgersen          | 7'02"58 |      |
| Bronzo  | Germania Est     | Joachim Böhmer, Uli Schmied            | 7'05"55 |      |
| 4       | Danimarca        | Niels Henry Secher, Jørgen Engelbrecht | 7'14"19 |      |
| 5       | Gran Bretagna    | Tim Crooks, Patrick Delafield          | 7'16"29 |      |
| 6       | Cecoslovacchia   | Josef Straka, Jr., Vladek Lacina       | 7'17"60 |      |